# Portal de Llevant de Peramea
El Portal de Llevant de Peramea és una obra de Baix Pallars (Pallars Sobirà) inclosa a l'Inventari del Patrimoni Arquitectònic de Catalunya.

## Descripció
Peramea forma un recinte tancat d'acord amb el sistema utilitzat des de temps immemorials per mitjà del qual el mateix mur posterior de les cases alineades forma una murada continua. D'aquesta manera l'accés a la vila sols era possible per tres portals que s'obrien a la part baixa de les cases.
Es tracta d'un portal d'arc de mig punt i volta de canó, de dimensions modestes, just l'amplada d'un carretó, que s'obre a la part alta del carrer major i en el que s'inicia el camí de que descendia a Gerri.